# Wattanachai Srathongjan
Wattanachai Srathongjan (thailändisch วัฒนชัย สระทองจันทร์, * 6. Februar 1991), auch als Boom bekannt, ist ein thailändischer Fußballspieler.

## Karriere
Wattanachai Srathongjan steht seit 2020 beim Ranong United FC unter Vertrag. Wo er vorher gespielt hat, ist unbekannt. Der Verein aus Ranong spielt in der zweiten thailändischen Liga, der Thai League 2. Sein Zweitligadebüt für Ranong gab er am 27. September 2020 im Auswärtsspiel beim Udon Thani FC. Hier stand der Torwart in der Startelf und absolvierte die komplette Spielzeit. Für Ranong stand er 38-mal in der zweiten Liga zwischen den Pfosten. Im Juni 2022 unterschrieb er einen Vertrag beim ebenfalls in der zweiten Liga spielenden Nakhon Pathom United FC. Am Ende der Saison 2022/23 feierte er mit Nakhon Pathom die Meisterschaft und den Aufstieg in die erste Liga. Nach zwei Jahren Erstklassigkeit musste der Verein am Ende der Spielzeit 2024/25 wieder den Weg in die zweite Liga antreten. Nach dem Abstieg gab Srathongjan bekannt, dass er seinen Vertrag im Sommer 2025 nicht verlängert. Anfang Juni 2025 nahm ihn der Erstligist PT Prachuap FC unter Vertrag.

## Erfolge
Nakhon Pathom United FC
- Thailändischer Zweitligameister: 2022/23  ▲